# Budalabujiga
Budalabujiga è una circoscrizione rurale (rural ward) della Tanzania situata nel distretto di Itilima, Regione del Simiyu. Conta una popolazione di 11 250 abitanti (censimento 2012).